# 二氯化硝基五氨合钴(III)
二氯化硝基五氨合钴(III)是一种配位化合物，化学式为[Co(NH3)5(NO2)]Cl2。它是可溶于水的橙色固体。
二氯化一氯五氨合钴(III)和亚硝酸钠反应，得到亚硝酸根配合物：
[Co(NH3)5Cl]2+  +  NO2−   →   [Co(NH3)5(ONO)]2+  +  Cl−
加热亚硝酸根配合物的溶液可以得到硝基配合物：
[Co(NH3)5(ONO)]2+ → [Co(NH3)5(NO2)]2+